# Dastan Primkulov
Dastan Primkulov (ur. 13 grudnia 1981) – kazachski judoka.
Startował w Pucharze Świata w 2001. Brązowy medalista mistrzostw Azji w 2001. Piąty na MŚ juniorów w 2000 roku.